# Rodolphe Darricau
Pour les articles homonymes, voir Darricau.
Rodolphe Augustin, baron Darricau, né à Saint-Denis le 17 mars 1807 et mort à Paris le 19 juin 1877, est un amiral et administrateur colonial français.

## Biographie
Rodolphe Darricau est le fils du général Augustin Darricau. Il épouse Mathilde Alphonsine Le Couteulx de Caumont, petite-fille de Louis Le Couteulx de Caumont.
Entré dans la marine en 1827, il servit sur les côtes africaines. Capitaine de vaisseau en 1853, puis contre-amiral, Gouverneur de La Réunion de 1858 à 1864, commandant de la station navale de l'Océan Indien en 1858.
Dès le début de sa gouvernance, Darricau doit faire face à la pandémie de choléra qui dure jusqu'en 1860 et fait 2 700 victimes. Sur ordre de Paris, la Réunion doit stopper le courant africain d'engagés. En 1858, arriva le dernier bateau d'anciens esclaves depuis le Zanzibar. Le 23  juin  1859, à la demande de Charles Desbassayns, le gouverneur Darricau confia à Hippolyte Dizac la mission d'instaurer un nouveau courant migratoire en provenance de Cochinchine. Mais il faudra attendre 1863 pour voir arriver le premier convoi de 128 vietnamiens, essentiellement des prisonniers. L'engagement de vietnamiens est un échec pour le gouvernement local dû au fait qu'un cultivateur vietnamien gagne mieux qu'un engagé réunionnais et que la densité de population de la Cochinchine est plus faible que le reste de la région.
Proche des saint-simoniens, il donna une vive impulsion à l'économique sucrière.

## Pour approfondir